# 揚·羅森塔爾
揚·羅森塔爾（Jan Rosenthal）是德國的一位足球運動員。在場上司職中場。他曾效力于德國乙組足球聯賽球會達斯泰特98。他也曾代表德國青年國家足球隊參賽。
2018年6月，羅森塔爾宣布退役，並同意終止與達斯泰特98的合同。

## 外部連結
- 官方网站 （德文）

1. ↑  . kicker Online. 13 June 2018  [13 June 2018]. （原始内容存档于2019-04-02） （德语）.